# Nelson Suburbs
El Nelson Suburbs es un club de fútbol de la ciudad de Nelson, en Nueva Zelanda. 
Entre los logros más importantes del equipo figuran los cuatro títulos en la Mainland Premier League, el tercer puesto en la Copa Chatham 2008 y su participación en la Liga Nacional de Nueva Zelanda del año 2000.

## Palmarés
- Mainland Premier League (4): 2004, 2005, 2007 y 2008.

- Datos: Q2842544

Deporte en Nelson (Nueva Zelanda)